# زهرماهی‌سانیان
زهرماهی‌سانیان (نام علمی: Trachinoidei) نام یک زیرراسته از راسته سوف‌ماهی‌سانان است.